# Volleybalvereniging Flamingo's '56 2017-2018
Questa voce raccoglie le informazioni riguardanti il Volleybalvereniging Flamingo's '56 nelle competizioni ufficiali della stagione 2017-2018.

## Organigramma societario
Area direttiva
- Presidente: Michiel Noij

Area tecnica
- Allenatore: Jacek Ziemba

## Rosa
| N° | Nome                  | Ruolo | Data di nascita  | Nazionalità sportiva |
| -- | --------------------- | ----- | ---------------- | -------------------- |
| 1  | Rachel Feron          | P     | 8 agosto 1992    | Paesi Bassi          |
| 2  | Gaya Neeskens         | S     | 13 giugno 2000   | Paesi Bassi          |
| 3  | Veerle van den Heuvel | S     | 22 giugno 1996   | Paesi Bassi          |
| 4  | Lobke van Oosterom    | P     | 14 dicembre 1996 | Paesi Bassi          |
| 5  | Lynn Blenckers        | C     | 9 settembre 1994 | Paesi Bassi          |
| 6  | Steffie Janshen       | S     | 18 novembre 1987 | Paesi Bassi          |
| 7  | Annefleur Peters      | L     | 20 luglio 1994   | Paesi Bassi          |
| 8  | Nikki van der Veen    | O     | 10 novembre 1998 | Paesi Bassi          |
| 9  | Joska Fransen         | C     | 30 ottobre 1994  | Paesi Bassi          |
| 10 | Lisa Kersten          | C     | 31 gennaio 1995  | Paesi Bassi          |
| 12 | Joëlle Vilé           | O     | 18 novembre 1996 | Paesi Bassi          |